# Seelen, die sich nachts begegnen
Seelen, die sich nachts begegnen ist ein deutsches Stummfilmdrama aus dem Jahr 1915 von Eugen Illés mit Friedrich Zelnik in der Hauptrolle.

## Handlung
Um seine kranke Mutter zu retten, und ihr einen Kuraufenthalt im sonnigen Süden zu ermöglichen, heiratet der junge und strebsame aber auch recht arme Architekturstudent Fred Hohn die reiche, junge Fabrikantentochter Ilse Hellwig, die er jedoch nicht liebt. Sie besitzt, seitdem sie einst von einem gewissenlosen Mann verführt wurde, einen Ruf, den man in ihren Gesellschaftskreisen der Upper Class getrost als anrüchig bezeichnen und der auch eines Tages ein schlechtes Licht auf ihn werfen könnte. Aus diesen zwei Seelen, die sich nachts begegneten, wird schließlich ein Paar, eine Notgemeinschaft, eine Zweckehe, bei der jeder etwas dem / der anderen zu bieten hat: sie ihm die materielle Sicherheit und er ihr den gesellschaftlich anerkannten Rang einer gutbürgerlichen Ehefrau.
Mit Fleiß schließt Fred sein Studium ab und wird bald ein anerkannter Architekt. Seine Tüchtigkeit bringt ihn allmählich auf den Weg nach oben; er macht Karriere. Und dennoch wirkt seit Anbeginn dieser wenig romantischen Zweckverbindung das von Ilse mit eingebrachte Gift des Zweifels. Mit ihr an seiner Seite hat Fred nur Kummer, denn insgeheim verachtet sie ihren Mann und sieht in ihm nur einen Mitgiftjäger, der sie nie geliebt hat. Es braucht viel Zeit, bis sich Fred den Respekt seiner eigenen Ehefrau erarbeitet hat und sie anerkennt, dass er ein grundanständiger, arbeitsamer Mann ist und nie hinter ihrem Geld her war. Das Auffinden des ehrlosen, einstigen Verführers Ilses, Guido Trenk, gibt ihr zusätzliche Genugtuung. Er ist komplett abgestürzt und haust nun in einem Obdachlosenasyl. Schließlich beginnt Ilse, ihren Gatten im Laufe der Zeit auch lieben zu lernen.

## Produktionsnotizen
Seelen, die sich nachts begegnen wurde im Frühjahr 1915 im Literaria-Film-Atelier in Berlin-Tempelhof gedreht, und im Mai 1915 im Rahmen einer Pressevorführung im Berliner Mozartsaal uraufgeführt. Der Dreiakter war rund 1300 Meter lang.

## Kritik
„In den U.T. Lichtspielen hatte ein ergreifendes Filmdrama „Seelen, die sich nachts begegnen“ einen starken Erfolg. Das interessante, einer Zolaschen Erzählung nachgebildete Schauspiel, hat eine rechtbewegte, packende Handlung. (…)  Friedrich Zelnik und Sybill Smolowa waren in den Hauptrollen von erschütternder Lebenswahrheit.“

„Das psychologische Problem einer Notehe … ist mit großem Geschick und mancher dichterischer Feinheit behandelt. Daneben stören freilich allzu knallige Motive, wie das Wiederfinden des Verführers im Asyl für Obdachlose, für das sich vielleicht eine mehr innerliche Lösung hätte finden lassen. Was aber über diese Mängel hinwegsehen läßt, ist das eindringliche und gewandte Spiel Friedrich Zelniks … und Sybill Smolowas. (…) Filmtechnisch war vor allem der Versuch interessant, die Erzählung zurückliegender Ereignisse durch eingeschobene Szenen zu ermöglichen …“

„Es ist eines der wenigen Dramen auf der Leinwand, das auch als Sprechdrama sich denken läßt, mit anderen Worten: es entwickelt eine sehr lebendige und packende Handlung mit einem starken Einschlag von Seelenmalerei. (…) Die Träger der Hauptrollen, Friedrich Zelnik und Fräulein Sybill Smolowa, fesseln durch ihr beseeltes, rein abgetöntes Spiel.“

„Da es nicht an spannenden Szenen fehlt, so ist der Film sehr wirkungsvoll, namentlich dank dem Spiele von Friedrich Zelnik und Fräulein Smolowa.“